# Clermont-Ferrand Challenger
Il Clermont-Ferrand Challenger è stato un torneo professionistico di tennis giocato su campi in terra rossa. Faceva parte dell'ATP Challenger Series. Si giocava annualmente a Clermont-Ferrand in Francia.

## Albo d'oro

### Singolare
| Anno | Campione          | Finalista        | Punteggio |
| ---- | ----------------- | ---------------- | --------- |
| 1989 | Jérôme Potier     | Ricki Osterthun  | 6–4, 6–4  |
| 1988 | Marcelo Filippini | Marcelo Ingaramo | 6–2, 7–6  |
| 1987 | Bruno Orešar      | Libor Pimek      | 6–2, 6–4  |

### Doppio
| Anno | Campioni                            | Finalisti                              | Punteggio |
| ---- | ----------------------------------- | -------------------------------------- | --------- |
| 1989 | Peter Svensson Lars-Anders Wahlgren | Marcelo Ingaramo Gustavo Luza          | 7–5, 6–3  |
| 1988 | Rill Baxter Jörgen Windahl          | Jean-Philippe Fleurian Andreas Maurer  | 7–6, 6–4  |
| 1987 | Mansour Bahrami Claudio Mezzadri    | Christophe Lesage Jean-Marc Piacentile | 6–3, 7–5  |